# Fonction de base radiale
 (août 2022).
Si vous disposez d'ouvrages ou d'articles de référence ou si vous connaissez des sites web de qualité traitant du thème abordé ici, merci de compléter l'article en donnant les références utiles à sa vérifiabilité et en les liant à la section « Notes et références ».
Une fonction de base radiale est une fonction à valeurs réelles dont la valeur ne dépend que de la distance séparant son paramètre d'entrée {\displaystyle x} à un autre point donné, communément appelé origine ou centre de la fonction. Toute fonction {\displaystyle \phi } qui vérifie l'égalité {\displaystyle \phi (x)=\varphi (\lVert x\rVert )} est une fonction de base radiale. La norme {\displaystyle \lVert \cdot \rVert } utilisée correspond à la distance euclidienne, d'autres métriques peuvent cependant être utilisées.
Au cours des dernières décennies, plusieurs méthodes d'approximation et d'interpolation basées sur les fonctions de base radiale ont trouvé leurs utilités dans un large éventail d'applications des sciences de l'ingénieur, allant de l'apprentissage automatique à la résolution numérique des équations différentielles aux dérivées partielles.

## Définition
Une fonction {\displaystyle \phi :\mathbb {R} ^{d}\rightarrow \mathbb {R} } est dite radiale s'il existe une fonction {\displaystyle \varphi :[0,\infty [\rightarrow \mathbb {R} } telle que: {\displaystyle \phi (x)=\varphi (r)} avec {\displaystyle r=\lVert x\rVert } et {\displaystyle \lVert \cdot \rVert } une norme définie sur {\displaystyle \mathbb {R} ^{d}} - généralement la norme euclidienne. De plus, une fonction radiale est toujours symétrique par rapport à son centre (ou origine), en d'autres termes, {\displaystyle \lVert x_{1}\rVert =\lVert x_{2}\rVert \implies \phi (x_{1})=\phi (x_{2})} avec {\displaystyle x_{1},x_{2}\in \mathbb {R} ^{d}}. Une fonction radiale centrée en un point {\displaystyle c} s'écrit donc sous la forme {\displaystyle \phi _{c}(x)=\varphi (\lVert x-c\rVert )}.

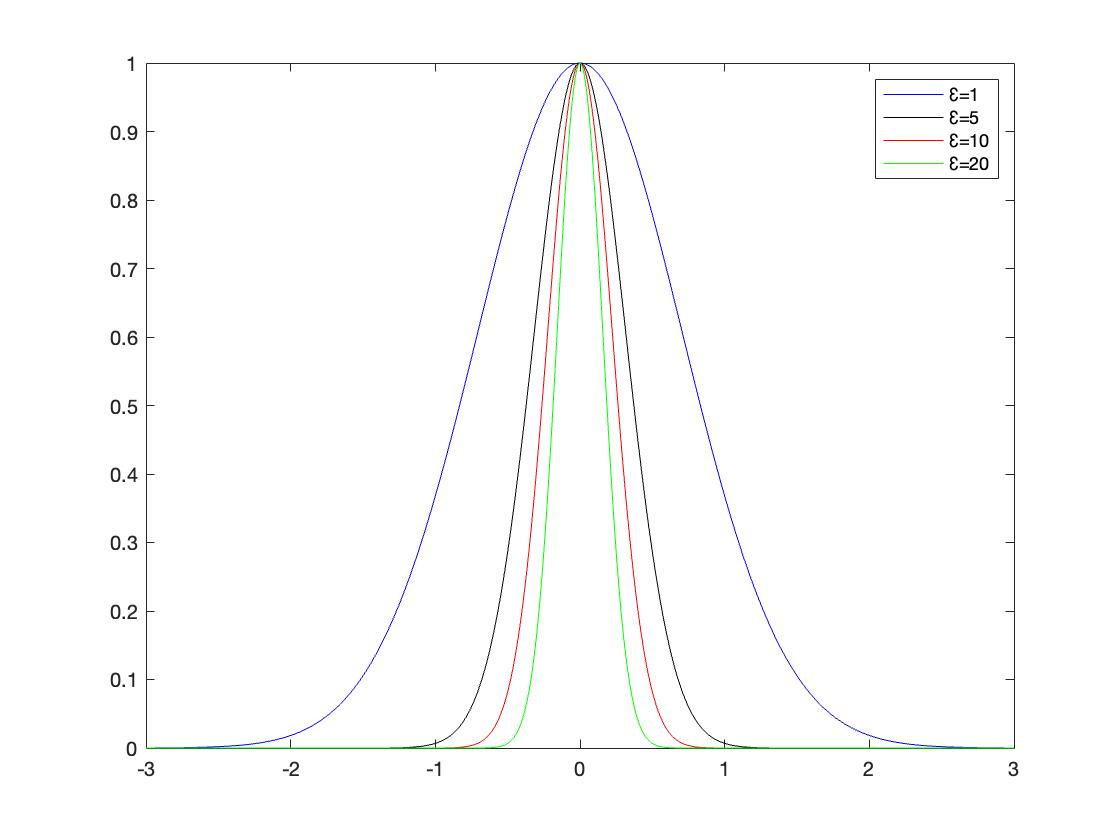
Gaussienne pour différents choix de

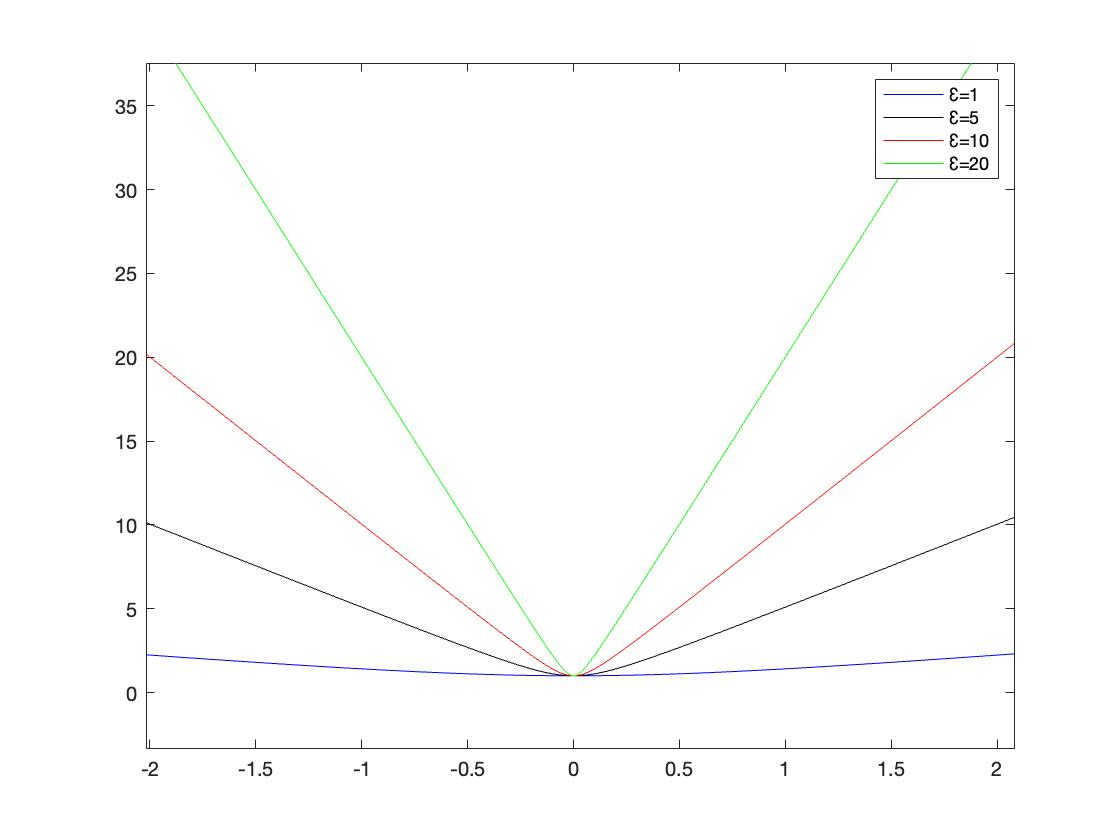
Multiquadratique pour différents choix de

En posant {\displaystyle r=\lVert x-c\rVert } et {\displaystyle \epsilon } le paramètre de forme qui a une influence sur la forme que prend la courbe de la fonction, il existe plusieurs fonctions de base radiale connues à ce jour, les plus courantes sont :
- Gaussienne :

{\displaystyle \varphi (r)=e^{-{(\epsilon r)}^{2}}},
- Multiquadratique :

{\displaystyle \varphi (r)={\sqrt {1+{(\epsilon r)}^{2}}}},
- Multiquadratique inverse :

{\displaystyle \varphi (r)={\sqrt {\frac {1}{1+{(\epsilon r)}^{2}}}}},
- Quadratique inverse :

{\displaystyle \varphi (r)={\frac {1}{1+{(\epsilon r)}^{2}}}},
- Spline polyharmonique :

{\displaystyle {\begin{aligned}\varphi (r)&=r^{k},&\ \mathrm {pour} \ k&=1,3,5,\dotsc \\\varphi (r)&=r^{k}\ln(r),&\ \mathrm {pour} \ k&=2,4,6,\dotsc \end{aligned}}}
- Spline en plaque mince :

{\displaystyle \varphi (r)=r^{2}\ln(r),}
Ainsi que les fonctions à support compact.
Ces fonctions sont non nulles uniquement dans un rayon de 1/ϵ autour de l'origine, par exemple :
- Fonction test :

{\displaystyle \varphi (r)=\exp \left(-{\frac {1}{1-(\varepsilon r)^{2}}}\right)1\!\!1_{]-{\frac {1}{\varepsilon }},{\frac {1}{\varepsilon }}[}}
Une petite valeur du paramètre fait que la fonction devienne plate. En revanche, une grande valeur du paramètre se traduit par une forme plus pointue de la courbe. De plus, ces fonctions sont de classe {\displaystyle C^{\infty }(\mathbb {R} )}, sauf au bord des fonctions compactes bien sûr, donc indéfiniment différentiables et définies positives.

## Approximation
Les fonctions de base radiale sont utilisées pour construire des approximations de fonctions de la forme
{\displaystyle f(\mathbf {x} )=\sum _{i=1}^{N}w_{i}\,\varphi (\left\|\mathbf {x} -\mathbf {x} _{i}\right\|),}
qui est donc représentée comme une somme pondérée de N fonctions de base radiale, chacune associée à un centre différent xi, et pondérée par un coefficient adapté wi. Les poids peuvent être estimés par moindres carrés linéaires, car la fonction approchante dépend linéairement des poids.
Des approximations de ce type ont été prises pour des prédictions de séries temporelles en théorie du contrôle de systèmes non-linéaires montrant des comportements chaotiques assez simples[réf. nécessaire], ou de la reconstitution 3D en imagerie numérique (par RBF hiérarchique et déformation de pose spatiale)[réf. nécessaire].